# Tianwen-1
Tianwen-1 (xinès simplificat: 天问, pinyin: Tiānwèn, literalment 'Preguntes al cel', TW-1) és una missió de la Administració Espacial Nacional de la Xina (CNSA) per enviar una nau espacial robòtica composta per un orbitador, un mòdul de descens i un astromòbil al planeta Mart. El llançament fou el 23 de juliol de 2020 des del Centre de llançament de satèl·lits de Wenchang amb el vehicle de llançament pesant Llarga Marxa 5. L'objectiu de la missió era cercar evidències de vida en l'actualitat i en el passat i avaluar l'entorn del planeta.
Després de pràcticament dos anys d'activitat, el 30 de juny de 2022 la CNSA confirmà que el TW-1 havia completat amb èxit totes les missions i fotografiat tota la superfície de Mart, per bé que continuaria actiu amb altres tasques i mostreigs.

## Història i posada en marxa

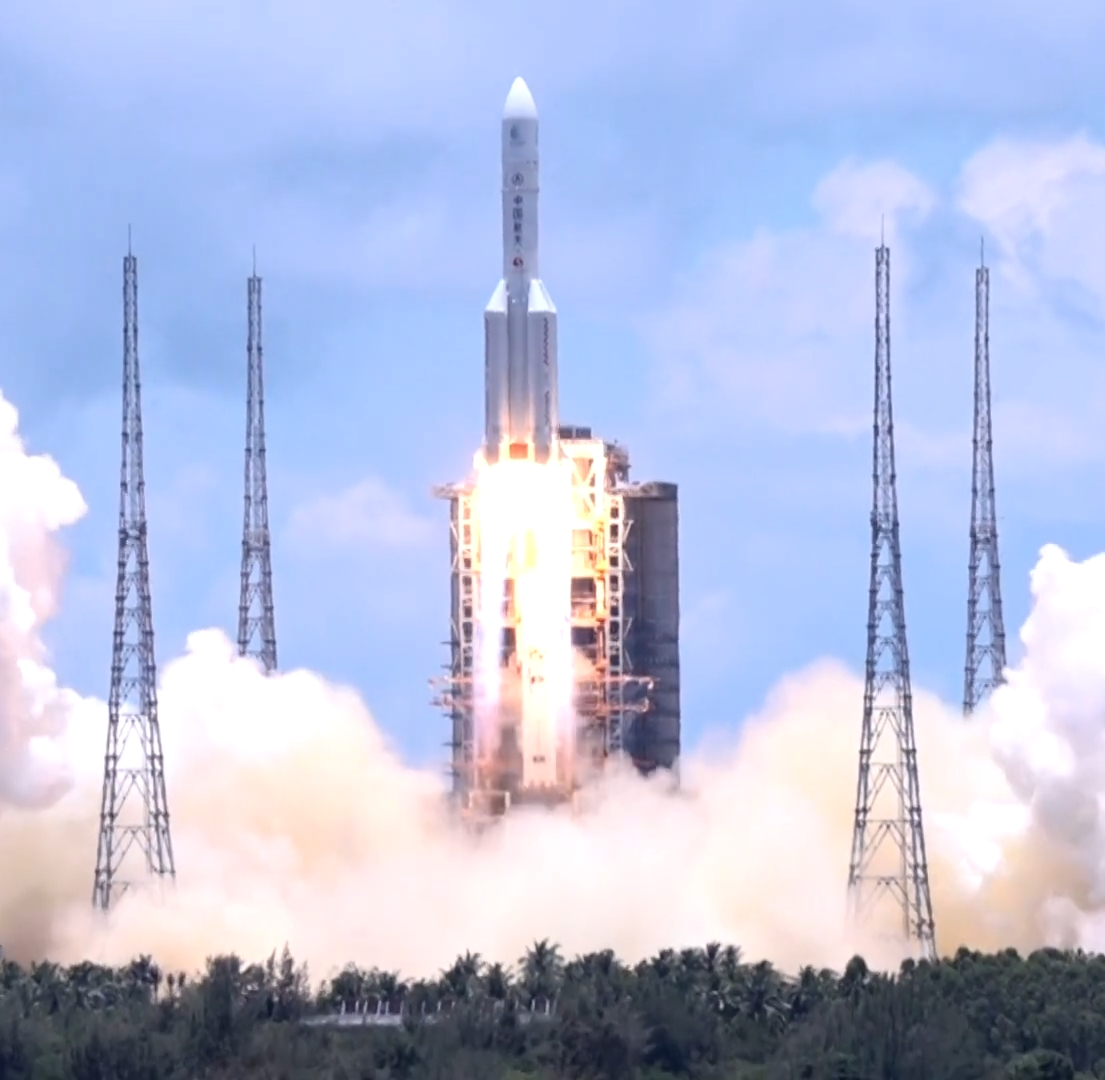
Llançament del Tianwen-1

El programa de Mart de la Xina començà com una col·laboració amb Rússia. El novembre de 2011, l'aeronau russa Fobos-Grunt, amb destinació a Mart i a Fobos, fou llançada des del cosmòdrom de Baikonur. L'aeronau russa dugué una aeronau secundària, Yinghuo-1, amb l'objectiu d'esdevenir el primer orbitador xinès de Mart (la Fobos-Grunt també portava experiments de The Planetary Society i Bulgària). Tot i això, la unitat principal de propulsió de la Fobos-Grunt no pogué portar la nau a l'òrbita terrestre inicial i les naus espacials multinacionals i els experiments van acabar reentrant l'atmosfera terrestre el gener de 2012. La Xina després va iniciar un projecte independent de Mart i la missió actual, formalment aprovada per les autoritats xineses a l'inici de 2016 varen ser la conseqüència.
El TW-1 xinès fou dissenyat amb un orbitador, un mòdul de descens i l'astromòbil Zurong, desenvolupats per la Corporació Aerospacial de Ciència i Tecnologia i gestionada per l'Administració Espacial Nacional a Pequín. El mòdul de descens tingué un disseny que incloïa un gran paracaigudes i retrocoets per aconseguir aterrar a la superfície de Mart. A darrera hora del 14 de maig del 2021, se separà de l'orbitador i aterrà a la superfície de Mart, més concretament a l'Utopia Planitia, a primera hora del 15 de maig.
Aquest aterratge constituí una fita per als xinesos en ésser la primera vegada que aconseguiren amb èxit situar un mòdul d'aterratge en un planeta que no fos la Terra. L'astromòbil, anomenat Zhurong pel déu xinès del foc, investigà Mart durant tres mesos pel cap baix. S'alimentà per plafons solars i s'esperava que sondegés la superfície marciana amb radar i que fes anàlisis químiques al sòl, detectés també biomolècules i biosignatures i altres funcions de mapeig. Nogensmenys, estigué actiu satisfent objectius fins al 30 de juny del 2022, quan s'anuncià que les havia complert totes amb èxit i que havia aconseguit fotografiar amb imatges de resolució mitjana la superfície del planeta sencer. Es confirmà llavors que continuaria amb activitat a través de mostreigs menors.

## Objectius científics
La missió inclogué diverses finalitats, generalitzades en la cerca d'evidències de vida, actual i passada, crear mapes fotogràfics i topogràfics de superfície, investigar la composició del terra i la distribució de gel, examinar l'atmosfera i, particularmrnet, la seva ionosfera. Els aterratges marcians simulats s'havien realitzat com a part de la preparació de la missió per l'Institut de Mecànica Espacial i Electricitat de Pequín.
Aquesta missió també es definí com un cas d'estudi com a demostració de la tecnologia que serà necessària per una futura missió de retorn de mostres de Mart prevista per la dècada de 2030. També hi havia un pla que implicava utilitzar aquesta missió per recollir roques i mostres de terra per recuperar-les posteriorment en una futura missió de retorn de mostres.

## Instruments científics

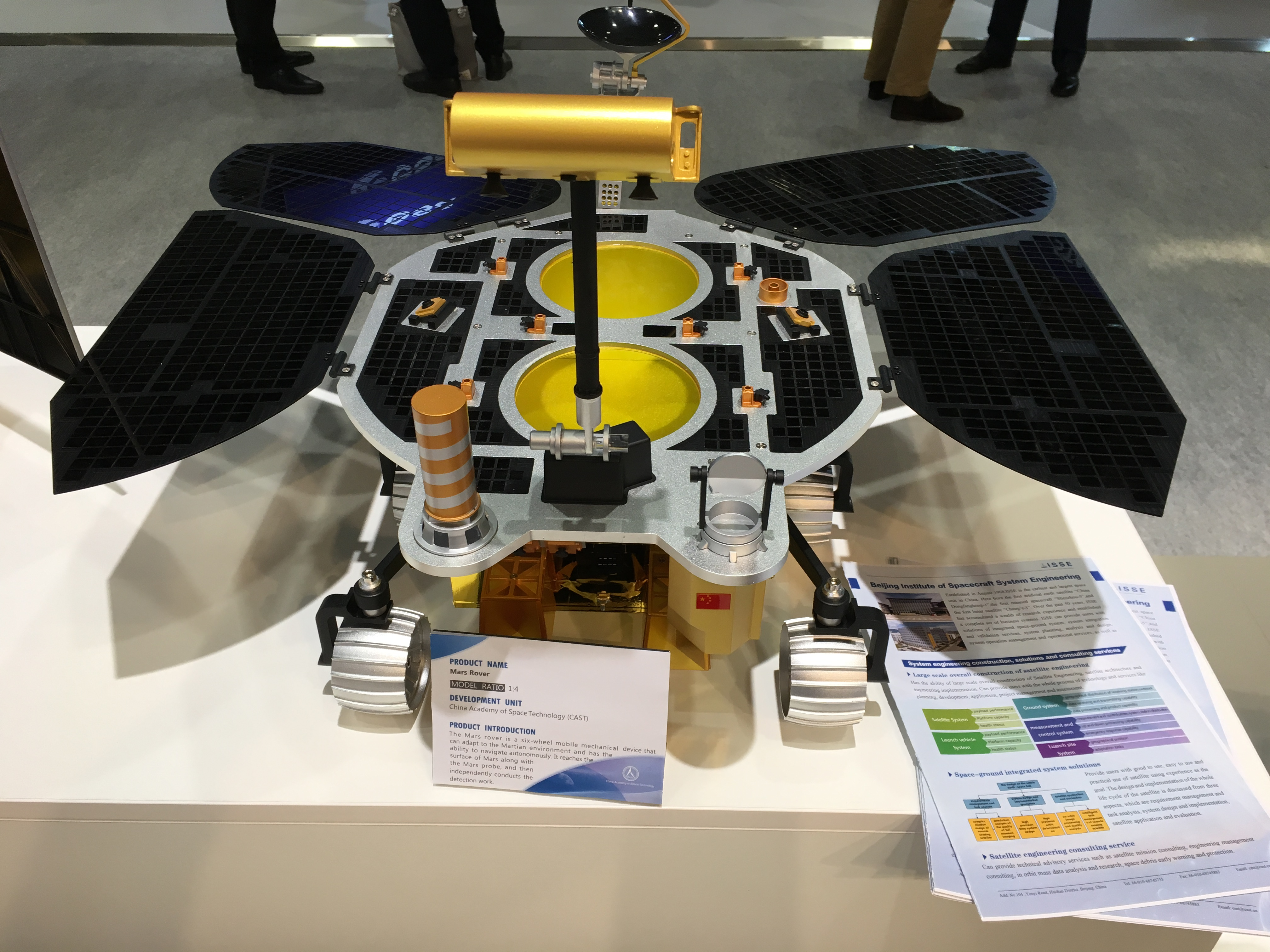
Maqueta del rover Zhurong al 69è Congrés Astronàutic Internacional

Per aconseguir els objectius científics de la missió, l'orbitador Tianwen-1 i el ròver Zhurong estan equipats amb 13 instruments:

### Orbitador
- Càmera de mitjana Resolució (MRC) amb una resolució de 100 m des d'una òrbita a 400 km
- Càmera d'Alta Resolució (HRC) amb una resolució de 2 m des d'una òrbita a 400 km
- Magnetòmetre Mart (MM)
- Espectròmetre Mineralògic Mart (MMS), per determinar els elements químics de les mostres
- Radar de Subsuperfície Orbital (OSR)
- Analitzador d'Ions i Partícules Neutres de Mart (MINPA)
- Analitzador de Partícules Energètiques de Mart[16]

### RòverZhurong
- Georadar (GPR), per observar uns 100 m (330 ft) sota la superfície marciana[5]
- Detector de camp magnètic de superfície de Mart (MSMFD)
- Instrument de mesures meteorològiques de Mart (MMMI)
- Detector de Compostos de la Superfície de Mart (MSCD), combina l'espectroscòpia de plasma induïda por làser i l'espectroscòpia d'infrarojos[17]
- Càmera Multiespectral (MSC)
- Càmera de Navegació i Topografia (NTC)

## Col·laboracions internacionals
La Comissió Nacional d'Activitats Espacials de l'Argentina (CONAE) col·laborà en la missió Tianwen-1 mitjançant l'estació de seguiment pertanyent a l'Administració Espacial Nacional de la Xina Espacio Lejano Station instal·lada en Las Lajas, Neuquén. Aquesta instal·lació tingué un paper fonamental en l'aterratge de la nau xinesa Chang'e 4 en la cara oculta de la Lluna en gener de 2019.

L’Institut de Recerca en Astrofísica i Planetologia (IRAP) de França, a Tolosa de Llenguadoc, a França, hi col·laborà amb el ròver Zhurong. Sylvestre Maurice de l'IRAP va dir: 
| « | Per al seu instrument d'espectroscòpia de plasma induïda por làser (LIBS), hem lliurat un objectiu de calibratge que és un duplicat francès d’un objectiu que es troba al ròver Curiosity de la NASA. La idea és veure com es comparen els dos conjunts de dades | » |

L'Agència Austríaca de Promoció de la Investigació (FFG) també ho feu amb el desenvolupament d'un magnetòmetre instal·lat en l'orbitador de Tianwen-1. L'Institut d'Investigació Espacial de l'Acadèmia Austríaca de Ciències de Graz confirma la contribució del grup al magnetòmetre Tianwen-1 i ajudà en la calibració de l'instrument de vol.
Si bé l’orbitador Tianwen-1 distribuí ordres al rover Zhurong, l’orbitador Mars Express de l’Agència Espacial Europea serví de còpia de seguretat.

## Mapa interactiu de Mart
El següent mapa d'imatge del planeta Mart conté enllaços interns a característiques geogràfiques destacant les ubicacions de Rovers i mòduls de descens. Feu clic en les característiques i us enllaçarà a les pàgines dels articles corresponents. El nord està a la part superior; les elevacions: vermell (més alt), groc (zero), blau (més baix).